# Mitospora

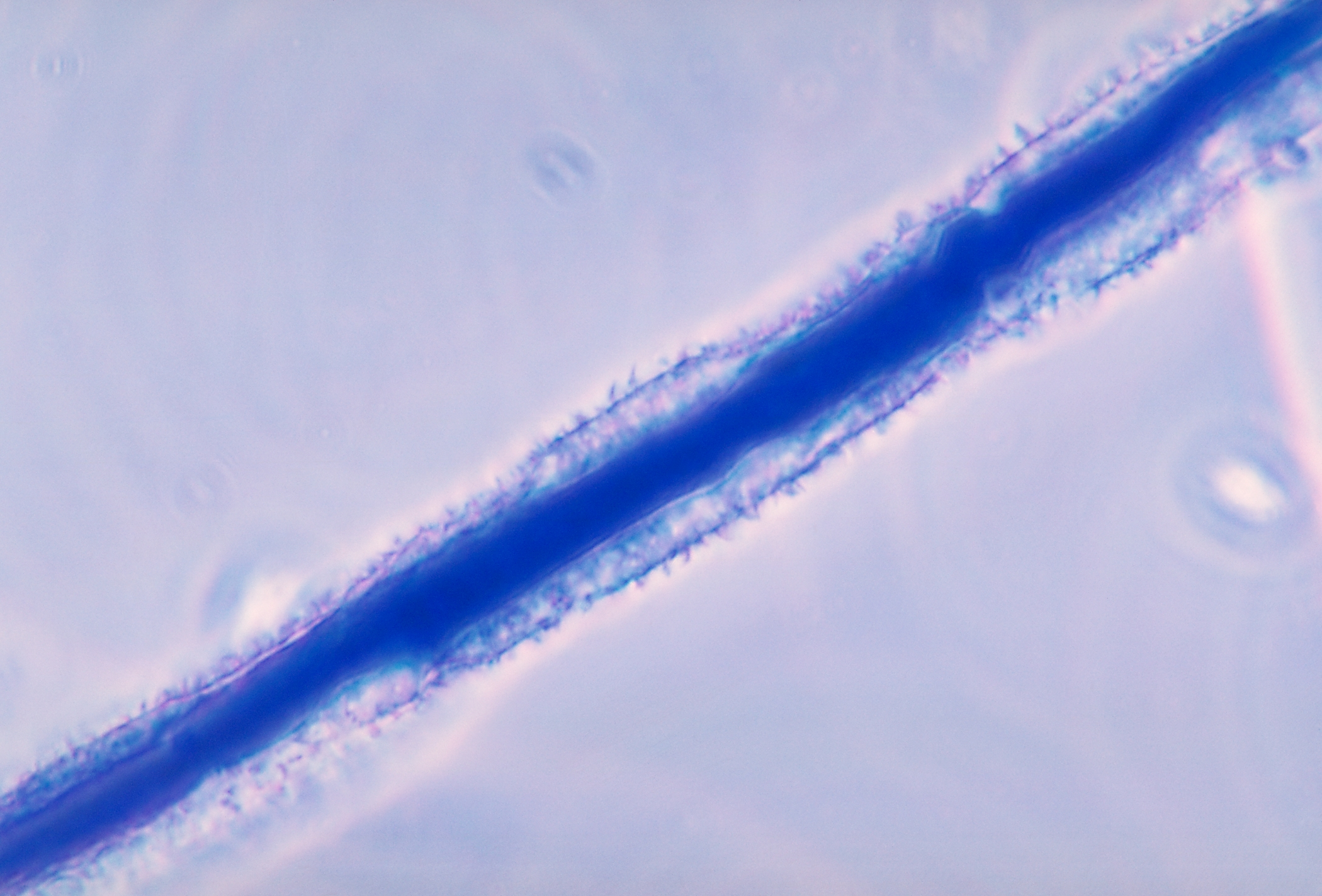
Comparsa di mitospore su Aspergillus flavus.

La mitospora (o spora vegetativa) è una spora riproduttiva prodotta per mitosi e capace di dare origine direttamente ad un nuovo individuo tutte le volte che le condizioni ambientali siano favorevoli.
Possono essere esospore (conidi) o endospore. 
Costituisce la via di riproduzione vegetativa di funghi e alghe.